# Bialskopodlaské vojvodství
Bialskopodlaské vojvodství (polsky województwo bialskopodlaskie) byl správní celek v Polské lidové republice a v Polsku, který existoval v letech 1975–1998. Jeho centrem byla Biała Podlaska. Vojvodství mělo rozlohu 5 348 km². Rozkládalo se na východě Polska a sousedilo s Bělostockým, Siedleckým, Lublinským a Chełmským vojvodstvím.
Vzniklo dne 1. června 1975 na základě správní reformy. Zrušeno bylo k 31. prosinci 1998 během další správní reformy. Území Bialskopodlaského vojvodství bylo tehdy zahrnuto do Podleského vojvodství.

## Města
Počet obyvatel k 31. 12. 1998
- Biała Podlaska – 59 047
- Międzyrzec Podlaski – 18 274
- Radzyń Podlaski – 16 852
- Parczew – 11 090
- Łosice – 7 205
- Terespol – 6 002